# 新湊漁港
新湊漁港（しんみなとぎょこう）は、富山県射水市（旧・新湊市）にある第3種漁港である。
港町から八幡町にかけて、西地区と東地区で構成されている。

## 概要
放生津潟（現在の富山新港）から流れる内川が海に注ぐところを湊口といい、1372年（応安5年）には既に佐渡島通いの船があり、また、能都方面への往来もあった。永禄年間（1559年頃）の放生津は、天然の良港内川を根拠地として、富山湾漁業の中心であった。
かつては内川を漁船の係留地としていたが、漁船の動力化、大型化に対応するために漁港を整備することになった。最初に農山漁村の時局匡救事業として1932年10月から1934年にかけて、現在の西地区に東西防波堤の構築と内川の護岸の改修が実施された。最終的には1940年3月に竣工し、1952年12月29日に農林省告示第682号により第3種漁港に指定され、1956年11月17日には、農林省告示第888号により漁港管理者の指定を受けた。
一方の東地区は、さらなる漁船の大型化、近代化に対応するため、1974年度から整備に着手しし、1987年7月に開港した。
その後も両地区では、2002年以降も広域漁港整備事業を進めて、規模を順次拡大している。

## 参考リンク
- 新湊漁港（富山県管理・第３種）（富山県、2022年2月19日閲覧）